# Maggie Grace

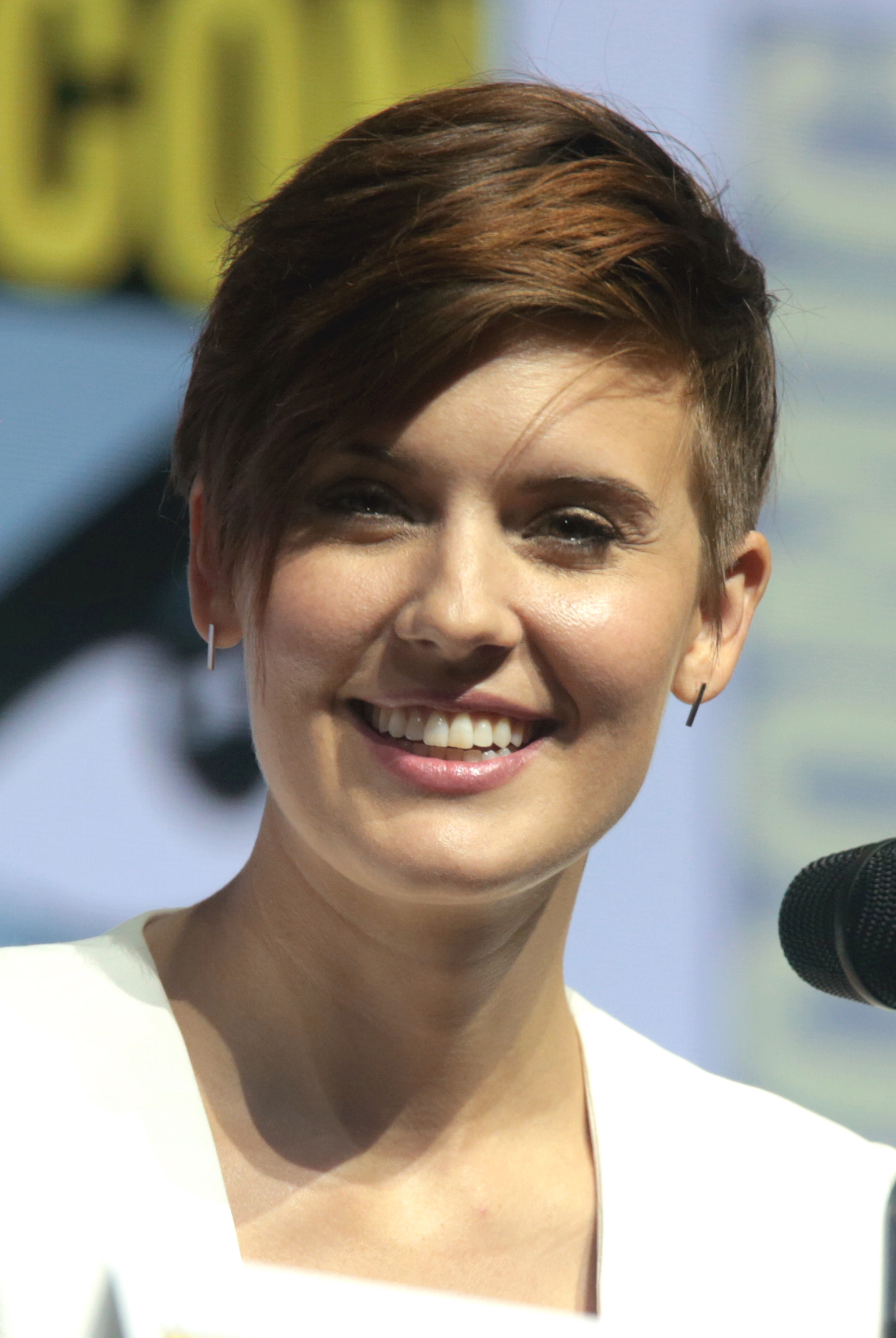
Maggie Grace auf der Comic-Con in San Diego im Juli 2018

Maggie Grace, eigentlich Margaret Grace Denig, (* 21. September 1983 in Worthington, Ohio) ist eine US-amerikanische Schauspielerin, die als Shannon Rutherford in der Fernsehserie Lost bekannt wurde.

## Leben
Maggie Grace wurde als ältestes von drei Kindern geboren. Sie ist in ihrem Geburtsort Worthington, Ohio, aufgewachsen, wo sie die örtliche High School besuchte und ihren Abschluss machte. An der High School spielte sie bereits in Schulaufführungen mit. Im Alter von 16 ging sie mit ihrer Mutter nach Los Angeles, um Schauspielerin zu werden.
2001 spielte sie ihre erste Rolle in der Webserie Rachel’s Room. Ihre nächste Rolle hatte sie in der Serie Septuplets (2002), welche aber ohne Fernsehausstrahlung blieb. Bekanntheit erlangte sie 2002 durch den Fernsehfilm Mord in Greenwich, basierend auf der wahren Geschichte der fünfzehnjährigen Martha Moxley. Für ihre Leistung wurde Grace in der Kategorie Beste junge Hauptdarstellerin in einem Fernsehfilm für den Young Artist Award nominiert. In den folgenden Jahren spielte Grace überwiegend Gastrollen in Fernsehserien. Sie war unter anderem in CSI: Miami (2003), Cold Case – Kein Opfer ist je vergessen (2004) und Law & Order: Special Victims Unit (2004) in jeweils einer Folge zu sehen, ehe sie 2004 in Oliver Beene eine wiederkehrende Rolle übernahm.
Ihren Durchbruch schaffte Grace durch die Rolle der Shannon Rutherford in der Serie Lost, die sie von 2004 bis 2005 als Hauptcharakter spielte. 2007 kehrte sie nochmals in die Serie zurück und war 2010 auch in der letzten Folge zu sehen. Grace wurde für ihre Darstellung 2005 für einen Teen Choice Award in der Kategorie Choice TV Breakout Performance – Female nominiert.
2005 war sie an der Seite von Tom Welling in The Fog – Nebel des Grauens, einem Remake des gleichnamigen Films von 1980, zu sehen. 2007 spielte sie eine Nebenrolle in dem Film Upper East Side Love neben Sarah Michelle Gellar und war in der Romanverfilmung Der Jane Austen Club zu sehen. 2008 folgte eine Rolle in dem Thriller 96 Hours an der Seite von Liam Neeson, in dessen Fortsetzungen sie 2012 und 2014 erneut mitwirkte. In Knight and Day (2010) war sie neben Tom Cruise und Cameron Diaz zu sehen. In Breaking Dawn – Biss zum Ende der Nacht, Teil 1 und Teil 2, der zweiteiligen Verfilmung des Buches „Bis(s) zum Ende der Nacht“ von Stephenie Meyer, spielte Grace 2011 die Rolle der Vampirin Irina.
In der sechsten Staffel der Showtime-Serie Californication hatte sie die tragende Rolle des Groupies Faith inne.
2013 hatte sie an der Seite von Sebastian Stan ihr Broadway-Debüt am American Airlines Theater in William Inges mit dem Pulitzer-Preis ausgezeichneten Theaterstück Picnic.
Im Februar 2015 wurde bekannt, dass sie sich mit ihrem Freund Matthew Cooke verlobt hat. Ein Jahr später trennte sich das Paar. Im Februar 2017 verlobte sich Grace mit Brent Bushnell, dem Geschäftsführer einer Entertainment-Agentur. Das Paar heiratete am 28. Mai 2017.

## Filmografie (Auswahl)

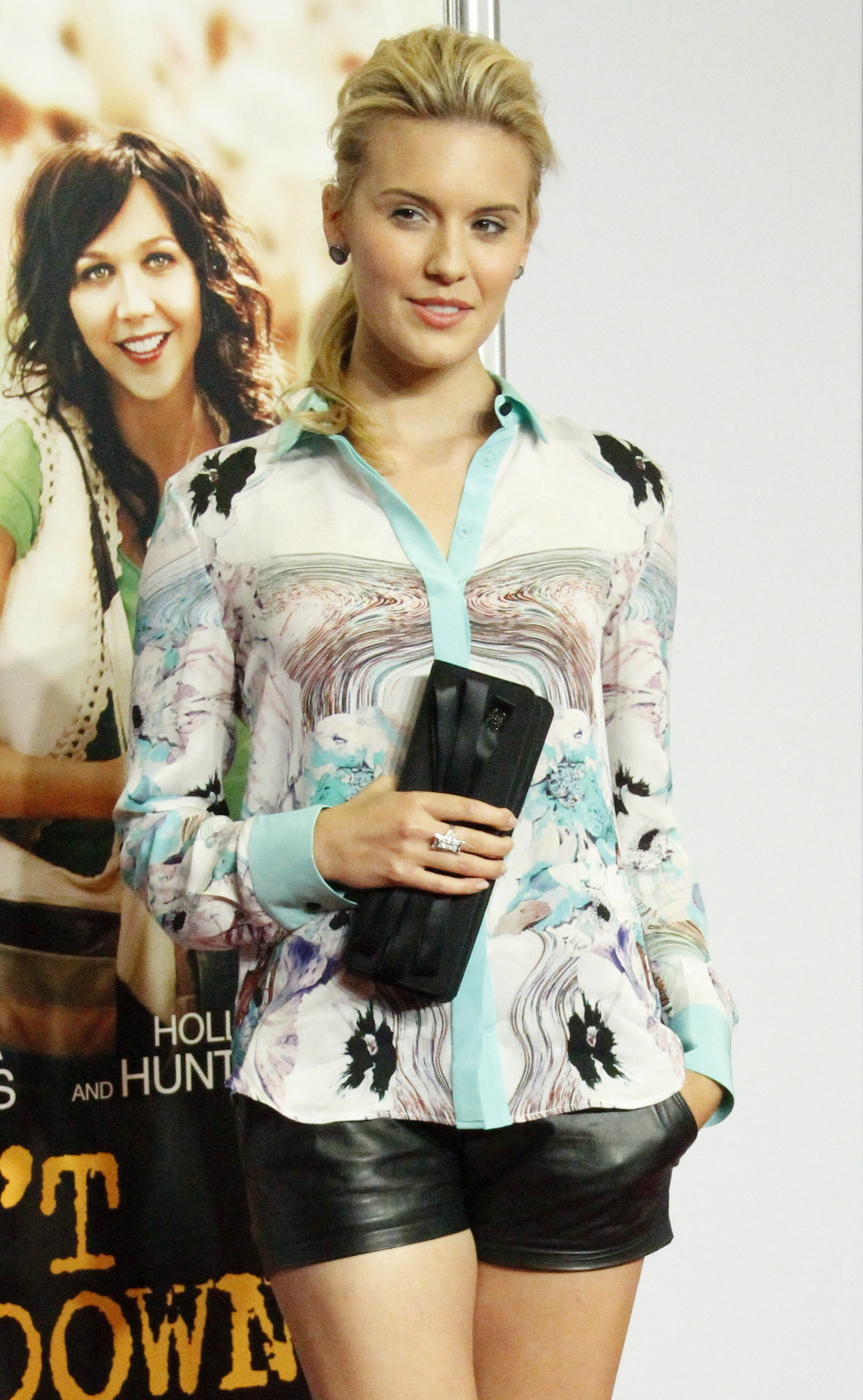
Grace bei der Premiere zu Won’t Back Down in New York (2012)

### Filme
- 2002: Shop Club
- 2002: Mord in Greenwich (Murder in Greenwich)
- 2003: Twelve Mile Road
- 2004: Creature Unknown
- 2005: The Fog – Nebel des Grauens (The Fog)
- 2007: Upper East Side Love (Suburban Girl)
- 2007: Der Jane Austen Club (The Jane Austen Book Club)
- 2008: 96 Hours (Taken)
- 2009: Malice in Wonderland
- 2010: Flying Lessons
- 2010: Knight and Day
- 2010: The Experiment
- 2010: Faster
- 2011: Breaking Dawn – Biss zum Ende der Nacht, Teil 1 (The Twilight Saga: Breaking Dawn – Part 1)
- 2012: Lockout
- 2012: 96 Hours – Taken 2 (Taken 2)
- 2012: Breaking Dawn – Biss zum Ende der Nacht, Teil 2 (The Twilight Saga: Breaking Dawn – Part 2)
- 2013: Wenn die Liebe siegt – Aufbruch nach Westen (When Calls the Heart, Fernsehfilm)
- 2013: Decoding Annie Parker
- 2014: Alex – Eine Geschichte über Freundschaft (About Alex)
- 2014: We’ll Never Have Paris
- 2014: 96 Hours – Taken 3 (Taken 3)
- 2016: The Choice – Bis zum letzten Tag (The Choice)
- 2016: Brad Carter: Doin’ Wrong with You (Kurzfilm)
- 2016: Showing Roots
- 2017: Vendetta – Alles was ihm blieb war Rache (Aftermath)
- 2017: The Scent of Rain & Lightning
- 2018: The Hurricane Heist
- 2018: Supercon
- 2020: Love, Weddings & Other Disasters
- 2023: The Secret Art of Human Flight
- 2024: Blackwater Lane
- 2025: O Horizon

### Serien
- 2001: Rachel’s Room (Web-Serie)
- 2003: CSI: Miami (Folge 1x21)
- 2003: The Lyon’s Den (Folge 1x12)
- 2003: Miracles (Folge 1x09)
- 2004: Like Family (Folge 1x12)
- 2004: Cold Case – Kein Opfer ist je vergessen (Cold Case, Folge 1x16)
- 2004: Oliver Beene (8 Folgen)
- 2004: Law & Order: Special Victims Unit (Folge 6x03)
- 2004–2010: Lost (35 Folgen)
- 2013: The Following (Folge 1x01)
- 2013: Californication (10 Folgen)
- 2013: Susanna (12 Folgen)
- 2015: Masters of Sex (Folge 3x02)
- 2018–2021: Fear the Walking Dead (30 Episoden)
- 2025–: Suits LA